# Isla Proud
La isla Proud (en inglés: Proud Island) es una isla pequeña, relativamente alta, cubierta con tussok, llegando a su pico máximo en su extremo norte, situada en el extremo este de las Islas Willis en Georgia del Sur. Fue encuestada el personal asignado de Investigaciones Discovery en 1960-61. El nombre fue dado en 1963 por el Comité Antártico de Lugares Geográficos del Reino Unido (UK-APC) y es descriptiva, la expresión "permanente orgulloso" ("standing proud") en la jerga naval es el equivalente de "dando la cara".
La isla es administrada por el Reino Unido como parte del territorio de ultramar de las Islas Georgias del Sur y Sandwich del Sur, pero también es reclamada por la República Argentina que la considera parte del departamento Islas del Atlántico Sur dentro de la provincia de Tierra del Fuego, Antártida e Islas del Atlántico Sur.